# Cayo Coceyo Balbo
Cayo o Gayo Coceyo Balbo  fue un político y militar romano de la República tardía. 

## Orígenes
Miembro de la casi desconocida familia de los Coceyos, de origen umbro, que proporcionaron al servicio de Marco Antonio algunos generales y diplomáticos, entre ellos dos consulares; Cayo Coceyo Balbo, cónsul suffectus en el 39 a. C. junto a Alfeno Varo, Marco Coceyo Nerva, cónsul en el año 36 a. C. y el diplomático Lucio Coceyo Nerva, quien no llegó al consulado.

## Carrera política
Coceyo Balbo sirvió bajo las órdenes de Antonio donde ganó el título de imperator.
De acuerdo a Dion Casio, fue en este año que los triunviros, para financiar sus ejércitos, introdujeron nuevos impuestos e inscribieron como miembros del Senado no solo a aliados romanos, sino también a soldados, e hijos de libertos. El mismo Dion señala que que desde este año (39 a. C.) en los comicios ya no se eligieron cada año a dos cónsules, sino que por primera vez se eligieron a muchos más. De esta manera ningún cónsul de ahora en adelante fue elegido para un año completo, sino que unos eran elegidos para una parte del año y otros para el resto del mismo.